# Xã Rapid River, Michigan
Xã Rapid River (tiếng Anh: Rapid River Township) là một xã thuộc quận Kalkaska, tiểu bang Michigan, Hoa Kỳ. Năm 2010, dân số của xã này là 1.145 người.